# 科什布克鄉 (比斯特里察-訥瑟烏德縣)
47°21′47″N 24°23′24″E / 47.36306°N 24.39000°E
科什布克鄉（羅馬尼亞語：Comuna Coșbuc, Bistrița-Năsăud），是羅馬尼亞的鄉份，位於該國西北部，由比斯特里察-訥瑟烏德縣負責管轄，面積49平方公里，海拔高度343米，2007年人口1,996，人口密度每平方公里41人。